# Scottish Cup 2015-2016
La Scottish Cup 2015-16 è stata la 131ª edizione del torneo. È iniziata il 15 agosto 2015 e si è conclusa il 21 maggio 2016.
Il trofeo è stato vinto dall'Hibernian, che in finale ha sconfitto i Rangers Glasgow per 3-2. Gli Hibs sono così tornati al successo in Scottish Cup dopo 114 anni.
Per la prima volta nella storia della competizione la finale ha visto contrapporsi due squadre militanti nella Scottish Championship (seconda divisione scozzese).

## Squadre partecipanti

### Primo turno preliminare
15 squadre
- 1 club della Scottish Highland Football League

-  Cove Rangers

- 1 club della Scottish Lowland Football League

-  Vale of Leithen

- 9 club della East of Scotland League, South of Scotland League ed altre leghe

-  Burntisland Shipyard
-  Civil Service Strollers
-  Girvan
-  Golspie Sutherland
-  Hawick Royal Albert

-  LTHV
-  Newton Stewart
-  St. Cuthbert Wanderers
-  Wigtown & Bladnoch

- 3 club della Scottish Junior Football Association

-  Kelty Hearts
-  Hermes
-  Auchinleck Talbot

- 1 club della Scottish Amateur Football Association

-  Harestanes

Cinque squadre (in grassetto) tra quelle sopraelencate passano direttamente al secondo turno preliminare, dopo essere state estratte durante il sorteggio.

### Secondo turno preliminare
10 squadre
- 5 club vincitori del primo turno preliminare
- 5 club che hanno ottenuto l'accesso al turno durante il sorteggio del primo turno preliminare

### Primo turno
36 squadre
- 5 club vincitori del secondo turno preliminare
- 15 club della Scottish Highland Football League

-  Buckie Thistle
-  Clachnacuddin
-  Deveronvale
-  Formartine Utd
-  Forres Mechanics
-  Fort William
-  Fraserburgh
-  Huntly

-  Inverurie Loco Works
-  Keith
-  Lossiemouth
-  Nairn County
-  Rothes
-  Strathspey Thistle
-  Wick Academy

- 12 club della Scottish Lowland Football League

-  BSC Glasgow
-  Cumbernauld Colts
-  Dalbeattie Star
-  Edinburgh University
-  Gala Fairydean
-  Gretna 2008

-  Preston Athletic
-  Selkirk
-  Spartans
-  Threave Rovers
-  Stirling University
-  Whitehill Welfare

- 4 club della East of Scotland League e altre leghe

-  Banks O'Dee
-  Coldstream

-  Glasgow University
-  Linlithgow Rose

### Secondo turno
32 squadre
- 18 club vincitori del primo turno
- 2 club della Scottish Highland Football League (vincitrice del torneo 2014-2015 e 2ª classificata)

-  Brora Rangers
-  Turriff Utd

- 2 club della Scottish Lowland Football League (vincitrice del torneo 2014-2015 e 2ª classificata)

-  Edinburgh
-  East Kilbride

- 10 club della Scottish League Two

-  Annan Athletic
-  Arbroath
-  Berwick Rangers
-  Clyde
-  East Fife

-  East Stirlingshire
-  Elgin City
-  Montrose
-  Queen's Park
-  Stirling Albion

### Terzo turno
32 squadre
- 16 club vincitori del secondo turno
- 10 club della Scottish League One

-  Airdrieonians
-  Albion Rovers
-  Ayr Utd
-  Brechin City
-  Cowdenbeath

-  Dunfermline
-  Forfar Athletic
-  Peterhead
-  Stenhousemuir
-  Stranraer

- 6 club della Scottish Championship

-  Falkirk
-  Raith Rovers
-  Dumbarton

-  Livingston
-  Alloa Athletic
-  Greenock Morton

### Quarto turno
32 squadre
- 16 club vincitori del terzo turno
- 4 club della Scottish Championship

-  St. Mirren
-  Hibernian
-  Rangers
-  Queen of the South

- 12 club della Scottish Premiership

-  Celtic
-  Aberdeen
-  Inverness
-  St. Johnstone
-  Dundee Utd
-  Dundee

-  Hamilton Academical
-  Partick Thistle
-  Ross County
-  Kilmarnock
-  Motherwell
-  Hearts

### Fase finale
- 16 club vincitori del quarto turno

## Formula del torneo
| Turno                     | Numero di incontri | Squadre |
| ------------------------- | ------------------ | ------- |
| Primo turno preliminare   | 5                  | 92 → 87 |
| Secondo turno preliminare | 5 + 1              | 87 → 82 |
| Primo turno               | 18 + 2             | 82 → 64 |
| Secondo turno             | 16 + 4             | 64 → 48 |
| Terzo turno               | 16 + 7             | 48 → 32 |
| Quarto turno              | 16 + 3             | 32 → 16 |
| Ottavi di finale          | 8 + 3              | 16 → 8  |
| Quarti di finale          | 4 + 1              | 8 → 4   |
| Semifinali                | 2                  | 4 → 2   |
| Finale                    | 1                  | 2 → 1   |

## Risultati

### Primo turno preliminare
| Squadra 1               | Risultato | Squadra 2            |
| ----------------------- | --------- | -------------------- |
| 15 agosto 2015          |           |                      |
| Civil Service Strollers | 3 - 0     | Newton Stewart       |
| Harestanes              | 0 - 3     | Girvan               |
| St. Cuthbert Wanderers  | 3 - 1     | Burntisland Shipyard |
| Golspie Sutherland      | 1 - 6     | Cove Rangers         |
| Wigtown & Bladnoch      | 1 - 0     | Vale of Leithen      |

### Secondo turno preliminare
| Squadra 1               | Risultato | Squadra 2              |
| ----------------------- | --------- | ---------------------- |
| 5 settembre 2015        |           |                        |
| Civil Service Strollers | 0 – 4     | Kelty Hearts           |
| Hermes                  | 0 – 4     | Auchinleck Talbot      |
| Wigtown & Bladnoch      | 2 - 3     | Hawick Royal Albert    |
| LTHV                    | 2 – 2     | Girvan                 |
| Cove Rangers            | 7 – 2     | St. Cuthbert Wanderers |

#### Replay
| Squadra 1         | Risultato | Squadra 2 |
| ----------------- | --------- | --------- |
| 12 settembre 2015 |           |           |
| Girvan            | 2 – 5     | LTHV      |

### Primo turno
| Squadra 1           | Risultato | Squadra 2            |
| ------------------- | --------- | -------------------- |
| 26 settembre 2015   |           |                      |
| Banks O'Dee         | 2 – 3     | Cove Rangers         |
| BSC Glasgow         | 2 – 2     | Auchinleck Talbot    |
| Strathspey Thistle  | 1 - 2     | Edinburgh University |
| LTHV                | 3 – 0     | Kelty Hearts         |
| Preston Athletic    | 2 – 3     | Fort William         |
| Lossiemouth         | 1 – 4     | Forres Mechanics     |
| Keith               | 1 – 5     | Inverurie Loco Works |
| Spartans            | 5 – 1     | Coldstream           |
| Hawick Royal Albert | 0 – 3     | Huntly               |
| Deveronvale         | 0 – 5     | Clachnacuddin        |
| Threave Rovers      | 1 – 3     | Stirling University  |
| Gala Fairydean      | 0 – 2     | Linlithgow Rose      |
| Nairn County        | 5 – 1     | Selkirk              |
| Buckie Thistle      | 7 – 0     | Rothes               |
| Fraserburgh         | 3 – 2     | Dalbeattie Star      |
| Wick Academy        | 2 – 2     | Whitehill Welfare    |
| Formartine Utd      | 3 – 1     | Gretna 2008          |
| 27 settembre 2015   |           |                      |
| Cumbernauld Colts   | 3 – 0     | Glasgow University   |

#### Replay
| Squadra 1         | Risultato | Squadra 2    |
| ----------------- | --------- | ------------ |
| 3 ottobre 2015    |           |              |
| Auchinleck Talbot | 5 – 0     | BSC Glasgow  |
| Whitehill Welfare | 2 – 3     | Wick Academy |

### Secondo turno
| Squadra 1            | Risultato | Squadra 2            |
| -------------------- | --------- | -------------------- |
| 24 ottobre 2015      |           |                      |
| Inverurie Loco Works | 2 – 1     | Edinburgh University |
| Nairn County         | 2 – 2     | Wick Academy         |
| Cumbernauld Colts    | 2 - 0     | Auchinleck Talbot    |
| Stirling University  | 0 – 2     | Queen's Park         |
| Edinburgh            | 1 – 2     | Buckie Thistle       |
| Formartine Utd       | 2 – 0     | Clyde                |
| Elgin City           | 1 – 0     | Spartans             |
| East Kilbride        | 1 – 1     | Forres Mechanics     |
| Brora Rangers        | 1 – 2     | Arbroath             |
| Annan Athletic       | 4 – 1     | Berwick Rangers      |
| East Fife            | 0 – 0     | Stirling Albion      |
| Huntly               | 2 – 1     | East Stirlingshire   |
| LTHV                 | 1 – 1     | Montrose             |
| Clachnacuddin        | 1 – 3     | Linlithgow Rose      |
| 31 ottobre 2015      |           |                      |
| Turriff Utd          | 2 - 3     | Fraserburgh          |
| 2 novembre 2015      |           |                      |
| Fort William         | 0 - 4     | Cove Rangers         |

#### Replay
| Squadra 1        | Risultato   | Squadra 2     |
| ---------------- | ----------- | ------------- |
| 31 ottobre 2015  |             |               |
| Forres Mechanics | 2 – 3       | East Kilbride |
| Wick Academy     | 5 – 1       | Nairn County  |
| 3 novembre 2015  |             |               |
| Montrose         | 1 - 2 (dts) | LTHV          |
| Stirling Albion  | 1 - 0       | East Fife     |

### Terzo turno
| Squadra 1            | Risultato | Squadra 2         |
| -------------------- | --------- | ----------------- |
| 28 novembre 2015     |           |                   |
| Stranraer            | 3 – 1     | Buckie Thistle    |
| Queen's Park         | 1 – 1     | Forfar Athletic   |
| Formartine Utd       | 1 - 1     | Cove Rangers      |
| Albion Rovers        | 0 – 2     | Greenock Morton   |
| Falkirk              | 4 – 1     | Fraserburgh       |
| Peterhead            | 1 – 3     | Livingston        |
| Huntly               | 1 – 1     | LTHV              |
| Elgin City           | 1 – 2     | Raith Rovers      |
| Airdrieonians        | 3 – 1     | Brechin City      |
| Ayr Utd              | 0 – 1     | Dunfermline       |
| Inverurie Loco Works | 4 – 4     | Annan Athletic    |
| Stenhousemuir        | 2 - 2     | East Kilbride     |
| Cowdenbeath          | 1 - 1     | Arbroath          |
| 1 dicembre 2015      |           |                   |
| Stirling Albion      | 6 – 0     | Cumbernauld Colts |
| 8 dicembre 2015      |           |                   |
| Dumbarton            | 5 - 0     | Alloa Athletic    |
| 16 dicembre 2015     |           |                   |
| Wick Academy         | 2 - 2     | Linlithgow Rose   |

#### Replay
| Squadra 1        | Risultato   | Squadra 2            |
| ---------------- | ----------- | -------------------- |
| 5 dicembre 2015  |             |                      |
| Cove Rangers     | 4 - 1       | Formartine Utd       |
| East Kilbride    | 2 - 1 (dts) | Stenhousemuir        |
| Forfar Athletic  | 2 - 1       | Queen's Park         |
| 7 dicembre 2015  |             |                      |
| Arbroath         | 2 - 4       | Cowdenbeath          |
| LTHV             | 3 - 0       | Huntly               |
| 8 dicembre 2015  |             |                      |
| Annan Athletic   | 1 - 0       | Inverurie Loco Works |
| 22 dicembre 2015 |             |                      |
| Linlithgow Rose  | 5 - 1       | Wick Academy         |

### Quarto turno
| Squadra 1       | Risultato | Squadra 2           |
| --------------- | --------- | ------------------- |
| 8 gennaio 2016  |           |                     |
| St. Mirren      | 1 - 2     | Partick Thistle     |
| 9 gennaio 2016  |           |                     |
| St. Johnstone   | 0 - 1     | Kilmarnock          |
| Dunfermline     | 2 - 2     | Ross County         |
| Stirling Albion | 0 - 0     | Inverness           |
| Linlithgow Rose | 3 - 3     | Forfar Athletic     |
| Livingston      | 0 - 1     | Greenock Morton     |
| Dumbarton       | 2 - 1     | Queen of the South  |
| Motherwell      | 5 - 0     | Cove Rangers        |
| Airdrieonians   | 0 - 1     | Dundee Utd          |
| Annan Athletic  | 4 - 1     | Hamilton Academical |
| Raith Rovers    | 0 - 2     | Hibernian           |
| Hearts          | 1 - 0     | Aberdeen            |
| 10 gennaio 2016 |           |                     |
| Rangers         | 5 - 1     | Cowdenbeath         |
| Stranraer       | 0 - 3     | Celtic              |
| 20 gennaio 2016 |           |                     |
| East Kilbride   | 2 - 0     | LTHV                |
| 26 gennaio 2016 |           |                     |
| Dundee          | 3 - 1     | Falkirk             |

#### Replay
| Squadra 1       | Risultato   | Squadra 2       |
| --------------- | ----------- | --------------- |
| 12 gennaio 2016 |             |                 |
| Ross County     | 1 - 0       | Dunfermline     |
| 19 gennaio 2016 |             |                 |
| Inverness       | 2 - 0       | Stirling Albion |
| 26 gennaio 2016 |             |                 |
| Forfar Athletic | 0 - 1 (dts) | Linlithgow Rose |

### Ottavi di finale
| Squadra 1       | Risultato | Squadra 2       |
| --------------- | --------- | --------------- |
| 6 febbraio 2016 |           |                 |
| Rangers         | 0 - 0     | Kilmarnock      |
| Motherwell      | 1 - 2     | Inverness       |
| Ross County     | 4 - 2     | Linlithgow Rose |
| Annan Athletic  | 1 - 2     | Greenock Morton |
| Dumbarton       | 0 - 0     | Dundee          |
| Dundee Utd      | 1 - 0     | Partick Thistle |
| 7 febbraio 2016 |           |                 |
| Hearts          | 2 - 2     | Hibernian       |
| East Kilbride   | 0 - 2     | Celtic          |

#### Replay
| Squadra 1        | Risultato | Squadra 2 |
| ---------------- | --------- | --------- |
| 16 febbraio 2016 |           |           |
| Kilmarnock       | 1 - 2     | Rangers   |
| Hibernian        | 1 - 0     | Hearts    |
| 23 febbraio 2016 |           |           |
| Dundee           | 5 - 0     | Dumbarton |

### Quarti di finale
| Squadra 1    | Risultato | Squadra 2       |
| ------------ | --------- | --------------- |
| 5 marzo 2016 |           |                 |
| Rangers      | 4 - 0     | Dundee          |
| Ross County  | 2 - 3     | Dundee Utd      |
| 6 marzo 2016 |           |                 |
| Celtic       | 3 - 0     | Greenock Morton |
| Hibernian    | 1 - 1     | Inverness       |

#### Replay
| Squadra 1     | Risultato | Squadra 2 |
| ------------- | --------- | --------- |
| 16 marzo 2016 |           |           |
| Inverness     | 1 - 3     | Hibernian |

### Semifinali
| Squadra 1      | Risultato       | Squadra 2  |
| -------------- | --------------- | ---------- |
| 16 aprile 2016 |                 |            |
| Hibernian      | 0 - 0 (4-2 dcr) | Dundee Utd |
| 17 aprile 2016 |                 |            |
| Rangers        | 2 - 2 (5-4 dcr) | Celtic     |

### Finale
| Arbitro: | Steven McLean |

|                         |           |                           |
| Miller 27’ Halliday 64’ | Marcatori | 3’, 80’ Stokes 90+2’ Gray |

## Classifica marcatori
| Gol |  |  | Giocatore        | Squadra         |
| --- |  |  | ---------------- | --------------- |
| 5   |  |  | Peter Weatherson | Annan Athletic  |
| 4   |  |  | Leigh Griffiths  | Celtic          |
|     |  |  | Anthony Stokes   | Hibernian       |
|     |  |  | Ruari MacLennan  | Linlithgow Rose |
|     |  |  | Martyn Waghorn   | Rangers         |
|     |  |  | Brian Graham     | Ross County     |